# Achim Kürten
Achim Kürten (* 1945 in Varel) ist ein preisgekrönter Filmeditor, der für das ZDF arbeitete.

## Leben
Kürten begann seine Laufbahn 1964 beim ZDF als Schnitt-Praktikant und war dort von 1969 bis 2001 Leiter des Aktuellen Schnitts. 1990 erhielt er den Fernsehpreis Telestar für den Schnitt der Produktion „Album ’89 – Bilder eines Jahres“.
Kürten sieht die Jahre 1980 bis 2000 als „eine sehr fruchtbare Zeit“ an, in denen er mit Karlheinz Rudolph die „Bilder eines Jahres“ geschnitten hatte.

## Privates
Kürten ist verheiratet. Seine Tochter ist die Youtuberin Lilly Kürten. Er ist der jüngere Bruder des deutschen Sportreporters Dieter Kürten.

## Werke (Auswahl)
- Album – Bilder eines Jahres
- ZDF – Die Reportage Mauerfahrt, 1986[5]